# Bulaq
Bulaq (arabisch بولاق, DMG Būlāq) ist ein Stadtviertel der ägyptischen Hauptstadt Kairo. 
Es liegt am Ostufer des Nils, zwischen den alten arabischen Vierteln und dem Fluss. Erst im Laufe des 19. Jahrhunderts wurde das Gelände bebaut. Dort befanden sich das erste Ägyptische Museum, das der Franzose Auguste Mariette eingerichtet hatte. Dort befand sich ebenfalls die erste Druckerei Ägyptens. Die Nähe zum Nil bot zwar die Möglichkeit, leicht mit Booten etwas anzuliefern, andererseits war das Viertel auch Überschwemmungen ausgesetzt. In Bulaq befindet sich die 1912 eingeweihte deutsche evangelische Kirche.